# Амто (язык)
Амто — один из папуасских языков, относится к амто-мусанской языковой семье. Распространён в 3 деревнях (Амто, Хабийон и Аму) округа Аманад провинции Сандаун в Папуа — Новой Гвинее. Число носителей на 2006 год — около 300 человек. Стабильное положение; многие носители владеют также языками ток-писин и сиави. Уровень грамотности носителей невелик, около 30 %.